# Georgia Luzi
Georgia Luzi (Roma, 26 gennaio 1976) è una conduttrice televisiva italiana.

## Biografia

### Anni 2000
Nata a Roma nel 1976, Georgia Luzi dopo essersi laureata in sociologia all'Università di Roma "La Sapienza", affronta nel 2000 il primo provino e viene scelta per condurre il programma televisivo Giga, da lei condotto su RaiSat Ragazzi fino al 2005. In contemporanea lavora anche come attrice per il cinema e soprattutto per la televisione, partecipando alla prima e alla seconda stagione della serie televisiva Il bello delle donne, in onda su Canale 5. Inoltre è stata protagonista di puntata in Don Matteo 2, Carabinieri 2 e Incantesimo 7 e co-protagonista della miniserie televisiva Giorni da Leone 2, regia di Francesco Barilli. Il suo lavoro prevalente è rimasto quello di conduttrice televisiva, soprattutto, ma non solo, di programmi per ragazzi: tra il 2005 e il 2008 ha lavorato in altri programmi di RaiSat Ragazzi, ma ha anche condotto vari programmi per Rai 2, TV2000, All Music e Rai Gulp in cui divenne, assieme al collega Michele Bertocchi, il volto principale del canale. Nel 2009 partecipa a Sabato & Domenica Estate.

### Anni 2010
Nel 2010 conduce I raccomandati, con Pupo, Valeria Marini e Emanuele Filiberto di Savoia, programma in onda su Rai 1. Dal 31 maggio 2010 all'11 settembre 2010 ha condotto Unomattina Estate insieme a Pierluigi Diaco su Rai 1. Il 21 settembre 2010 è tra i conduttori di Tutti a scuola insieme a Fabrizio Frizzi e Cristina Chiabotto, inoltre il 24 dicembre conduce sempre su Rai 1 È quasi Natale. Martedì 18 gennaio 2011 ha condotto la puntata-zero di Perfetti innamorati su Rai 1 con Marco Liorni. Da sabato 5 marzo 2011 per qualche mese conduce ogni sabato mattina dalle ore 11.10 alle ore 12.00 il programma 7+ su Rai 1 trattando di temi di attualità, cronaca e spettacolo. Dal 30 maggio 2011 al 10 settembre 2011 conduce, per la seconda volta consecutiva, la nuova edizione di Unomattina Estate su Rai 1 insieme a Gerardo Greco, corrispondente da New York per il TG2.
Dal 12 settembre 2011 approda ad una conduzione quotidiana perché conduce su Rai 1 dal lunedì al venerdi dalle ore 10.00 alle ore 11.00 l'edizione 2011-2012 del programma Unomattina - Storie vere con Savino Zaba. Dal 4 agosto 2012 al 2 settembre conduce ogni sabato e domenica alle 9.10 Pongo e Peggy - Gli animali del cuore su Rai 1. Dal 10 settembre 2012 torna, insieme a Savino Zaba, per la seconda stagione alla guida del segmento già citato di Unomattina, sempre dal lunedì al venerdì ma stavolta dalle ore 11.00 alle ore 12.00; la stagione termina il 31 maggio 2013, insieme alla sua avventura alla conduzione di Unomattina Storie Vere.
L'8 febbraio 2014 inizia una breve parentesi radiofonica su RTL 102.5 affiancando Armando Piccolillo nella conduzione del programma Chi c'è c'è, chi non c'è non parla in onda il sabato dalle ore 9:00 alle ore 11:00; questo impegno è terminato il 15 marzo 2014. Dal 23 novembre al 28 dicembre 2015 ha condotto I love you - Ama! ...e fa' ciò che vuoi su Rai Premium. L'8 dicembre 2017 è concorrente insieme a Roberta Lanfranchi alla versione Celebrity di Bake off Italia. Dal 31 maggio 2017 conduce su Fox Life in coppia con Flavio Montrucchio il reality show 4 mamme.
Nel 2018, da una sua idea, nasce il game show Chi ti conosce?, in onda sul NOVE con la conduzione di Max Giusti. Dopo otto anni lontana dalla Rai, il conduttore Marco Liorni la vuole come opinionista del programma ItaliaSì!

### Vita privata
Ha una figlia avuta con Filippo Cipriano.

## Televisione

### Conduttrice
- Giga (RaiSat, 2000-2005)
- Agency (RaiSat, 2002)
- Gnam gnam (RaiSat, 2003)
- Speciale Screen saver (Rai 3, 2004-2005)
- Random (Rai 2, 2005-2006)
- Carico e scarico (All Music, 2007)
- Voyager Natura (Rai 2, 2005-2007)
- Mega Gulp (Rai Gulp, 2005)
- Ragazzi, c'è Voyager (Rai 2, 2005-2007)
- Pausa posta (Rai Gulp, 2006)
- Speciale Sanremo (RaiSat, 2006; Rai Gulp, 2007)
- LOL (Rai Gulp, 2008)
- Sabato & domenica Estate (Rai 1, 2009)
- Premio per il lavoro (Rai 1, 2009-2010)
- Music Gate (Rai Gulp, 2009)
- I raccomandati (Rai 1, 2010)
- Tutti a scuola (Rai 1, 2010)
- Unomattina Estate (Rai 1, 2010-2011)
- È quasi Natale (Rai 1, 2010)
- Perfetti innamorati (Rai 1, 2011)
- 7+ (Rai 1, 2011)
- Unomattina - Storie vere (Rai 1, 2011-2013)
- Pongo e Peggy - Gli animali del cuore (Rai 1, 2012)
- I love you - Ama! ...e fa' ciò che vuoi (Rai Premium, 2015)
- 4 mamme (FoxLife, 2017-2018)
- Celebrity Bake Off (Real Time, 2017) concorrente
- ItaliaSì! (Rai 1, 2020, 2022-2024) opinionista

### Autrice
- Chi ti conosce? (Nove, 2018-2019)

## Filmografia
- Nella terra di nessuno, regia di Gianfranco Giagni (2001)
- Don Matteo – serie TV, un episodio (2001)
- Il bello delle donne – serie TV (2001-2002)
- Carabinieri – serie TV (2003)
- Incantesimo – soap opera (2004-2005)
- Giorni da leone 2, regia di Francesco Barilli – miniserie TV (2006)

## Pubblicità
- Bolt 2 in 1, Tronky Ferrero, TIM

## Radio
- No comment (Rai Radio 1, 2010-2011)
- Tutti al giro (Rai Radio 1, 2010)
- Chi c'è c'è, chi non c'è non parla (RTL 102.5, 2014)